# Vendetta alla luce del giorno
Vendetta alla luce del giorno (In Broad Daylight) è un film per la televisione statunitense del 1991 diretto da James Steven Sadwith. Il film è basato sulla vita e sull'omicidio di Ken McElroy, il cui caso è rimasto irrisolto. Il film è basato sul libro di Harry N. MacLean che ha lo stesso titolo chiamato In Broad Daylight.

## Trama
Basato sugli eventi accaduti a Skidmore, nel Missouri, nel 1981, il film ruota intorno alla città alle prese con un uomo violento di nome Len Rowan. Dopo uno scontro nella drogheria, Rowan inizia a inseguire la proprietaria Ruth Westerman e suo marito Wes. I crimini violenti di Len che spara a Wes e rivendica l'autodifesa al processo.